# Chorągiew husarska koronna Marcina Kalinowskiego
Chorągiew husarska koronna Marcina Kalinowskiego – chorągiew husarska koronna I połowy XVII wieku, okresu wojen ze Szwedami i Moskwą.
Szefem tej chorągwi był starosta winnicki - Marcin Kalinowski herbu Kalinowa, wojewoda czernihowski od 1635 i hetman polny koronny od 1645.
Stan liczebny tej chorągwi pod koniec listopada 1627 wynosił 100 koni.